# Ferraat
In zijn algemeenheid is een ferraat-ion een complex ion waarin een ijzer-atoom omgeven wordt door een aantal liganden. Zonder specificatie van de liganden zijn dit zuurstof-atomen en verwijst ferraat naar FeO42−. In andere gevallen dienen de liganden benoemd te worden.
- centraal ion is: {\displaystyle {\ce {Fe^{2+}}}}
  - Dinatriumtetracarbonylferraat: {\displaystyle {\ce {Na2[Fe(CO)4]}}}
  - Hexacyanoferraat(II): {\displaystyle {\ce {Fe(CN)6^{4-}}}}
  - Kaliumhexacyanoferraat(II): {\displaystyle {\ce {K4Fe(CN)6}}}
  - Natriumhexacyanoferraat(II): {\displaystyle {\ce {Na4Fe(CN)6}}}
- centraal ion is: {\displaystyle {\ce {Fe^{3+}}}}
  - Hexacyanoferraat(III): {\displaystyle {\ce {Fe(CN)6^{3-}}}}
  - Kaliumhexacyanoferraat(III): {\displaystyle {\ce {K3Fe(CN)6}}}
- centraal ion is: {\displaystyle {\ce {Fe^{6+}}}}
  - Ferraat(VI), formeel: tetraoxoferraat(VI), {\displaystyle {\ce {FeO4^{2-}}}}
  - Bariumferraat(VI): {\displaystyle {\ce {BaFeO4}}}
  - Kaliumferraat(VI): {\displaystyle {\ce {K2FeO4}}}